# Eisschnelllauf-Sprintweltmeisterschaft 2013
Die 44. Eisschnelllauf-Sprintweltmeisterschaft wurde am 26. und 27. Januar 2013 im amerikanischen Salt Lake City im Utah Olympic Oval ausgetragen. Salt Lake City war zum zweiten Mal Austragungsort der Sprintweltmeisterschaft.
Bei den Frauen siegte erstmals Heather Richardson aus den USA vor der Vorjahressiegerin Yu Jing aus China und Lee Sang-hwa aus Korea.
Bei den Männern gewann erstmals Michel Mulder aus den Niederlanden vor Pekka Koskela aus Finnland und seinem Landsmann Hein Otterspeer.

## Wettbewerb
Bei der Sprintweltmeisterschaft werden vier Strecken gelaufen, je zweimal über die Distanz von 500 m und 1.000 m, An beiden Tagen werden je zwei Strecken gelaufen. Wenn ein Sportler über eine Distanz am ersten Tag auf der Innenbahn startet, so startet er am zweiten Tag auf der Außenbahn oder umgekehrt. Nur die 24 besten Frauen und Männer nach drei Strecken qualifizieren sich für die vierte Strecke.
Die erzielten Zeiten werden in Punkte umgewandelt. Über 500 m entspricht die gelaufene Zeit der Punktzahl, über 1.000 m ergibt die gelaufene Zeit in Sekunden geteilt durch 2 die Punktzahl. Der Athlet mit der niedrigsten Gesamtpunktzahl nach vier Strecken gewinnt die Sprintweltmeisterschaft.

## Teilnehmer
- 69 Athleten nahmen am Wettkampf teil, 33 Frauen[1] und 36 Männer[2]. Insgesamt waren 22 verschiedene Nationen vertreten.

| Teilnehmende Nationen                               | Teilnehmende Nationen           | Teilnehmende Nationen                    | Teilnehmende Nationen              | Teilnehmende Nationen               | Teilnehmende Nationen      |
| --------------------------------------------------- | ------------------------------- | ---------------------------------------- | ---------------------------------- | ----------------------------------- | -------------------------- |
| Australien Volksrepublik China Deutschland Finnland | Frankreich Italien Japan Kanada | Kasachstan Südkorea Lettland Niederlande | Norwegen Österreich Polen Rumänien | Russland Schweden Tschechien Ungarn | Vereinigte Staaten Belarus |

## Ergebnisse

### Frauen

#### Endstand
- Zeigt die zwölf erfolgreichsten Sportlerinnen der Sprint-WM.

| Rang | Name                 | 1. Lauf 500 Meter | Punkte | 1. Lauf 1.000 Meter | Punkte | 2. Lauf 500 Meter | Punkte | 2. Lauf 1.000 Meter | Punkte | Gesamt- punkte |
| ---- | -------------------- | ----------------- | ------ | ------------------- | ------ | ----------------- | ------ | ------------------- | ------ | -------------- |
| 1    | Heather Richardson   | 37,31 (3)         | 37,310 | 1:13,74 (3)         | 36,870 | 37,24 (4)         | 37,240 | 1:13,19 (1)         | 36,595 | 148,015 (CR)   |
| 2    | Yu Jing              | 37,21 (1)         | 37,210 | 1:13,93 (6)         | 36,965 | 37,28 (5)         | 37,280 | 1:13,65 (4)         | 36,825 | 148,280        |
| 3    | Lee Sang-hwa         | 37,28 (2)         | 37,280 | 1:14,39 (12)        | 37,195 | 36,99 (1)         | 36,990 | 1:14,19 (8)         | 37,095 | 148,560        |
| 4    | Thijsje Oenema       | 37,38 (4)         | 37,380 | 1:14,22 (8)         | 37,110 | 37,06 (2)         | 37,060 | 1:14,23 (10)        | 37,115 | 148,665        |
| 5    | Christine Nesbitt    | 38,02 (12)        | 38,020 | 1:12,91 (1)         | 36,455 | 37,83 (12)        | 37,830 | 1:13,28 (2)         | 36,640 | 148,945        |
| 6    | Zhang Hong           | 38,09 (15)        | 38,090 | 1:13,93 (6)         | 36,965 | 37,69 (10)        | 37,690 | 1:13,64 (3)         | 36,820 | 149,565        |
| 7    | Margot Boer          | 37,64 (8)         | 37,640 | 1:14,25 (9)         | 37,125 | 37,82 (11)        | 37,820 | 1:14,17 (7)         | 37,085 | 149,670        |
| 8    | Brittany Bowe        | 38,03 (13)        | 38,030 | 1:13,68 (2)         | 36,840 | 37,90 (14)        | 37,900 | 1:13,83 (5)         | 36,915 | 149,685        |
| 9    | Olga Fatkulina       | 37,71 (9)         | 37,710 | 1:13,92 (5)         | 36,960 | 37,93 (17)        | 37,930 | 1:14,20 (9)         | 37,100 | 149,700        |
| 10   | Wang Beixing         | 37,51 (5)         | 37,510 | 1:14,80 (13)        | 37,400 | 37,23 (3)         | 37,230 | 1:15,12 (14)        | 37,560 | 149,700        |
| 11   | Marrit Leenstra      | 38,24 (21)        | 38,240 | 1:14,36 (10)        | 37,180 | 38,02 (20)        | 38,020 | 1:13,88 (6)         | 36,940 | 150,380        |
| 12   | Yekaterina Lobysheva | 37,89 (10)        | 37,890 | 1:14,38 (11)        | 37,190 | 37,98 (18)        | 37,980 | 1:14,85 (12)        | 37,425 | 150,485        |
|      |                      |                   |        |                     |        |                   |        |                     |        |                |
| 20   | Jennifer Plate       | 38,19 (19)        | 38,190 | 1:17,15 (23)        | 38,575 | 38,34 (22)        | 38,340 | 1:17,72 (21)        | 38,860 | 153,965        |
| 23   | Jenny Wolf           | 37,53 (6)         | 37,530 | 1:17,15 (23)        | 38,575 | 37,28 (5)         | 37,280 | 2:06,93 (23)        | 63,465 | 176,615        |

Im Falle von Punktgleichheit entscheidet die Zeit der letzten Strecke über die Platzierung.

#### 1. Lauf 500 Meter
| Platz | Name               | Land                | Zeit    | Punkte |
| ----- | ------------------ | ------------------- | ------- | ------ |
| 1     | Yu Jing            | Volksrepublik China | 37,21 s | 37,210 |
| 2     | Lee Sang-hwa       | Südkorea            | 37,28 s | 37,280 |
| 3     | Heather Richardson | Vereinigte Staaten  | 37,63 s | 37,630 |
| 4     | Thijsje Oenema     | Niederlande         | 37,38 s | 37,380 |
| 5     | Wang Beixing       | Volksrepublik China | 37,51 s | 37,510 |
| 6     | Jenny Wolf         | Deutschland         | 37,53 s | 37,530 |
| 7     | Nao Kodaira        | Japan               | 37,57 s | 37,570 |
| 8     | Margot Boer        | Niederlande         | 37,64 s | 37,640 |
|       |                    |                     |         |        |
| 19    | Jennifer Plate     | Deutschland         | 38,19 s | 38,190 |

#### 1. Lauf 1.000 Meter
| Platz | Name               | Land                | Zeit        | Punkte |
| ----- | ------------------ | ------------------- | ----------- | ------ |
| 1     | Christine Nesbitt  | Kanada              | 1:12,91 min | 36,455 |
| 2     | Brittany Bowe      | Vereinigte Staaten  | 1:13,68 min | 36,840 |
| 3     | Heather Richardson | Vereinigte Staaten  | 1:13,74 min | 36,870 |
| 4     | Karolína Erbanová  | Tschechien          | 1:13,84 min | 36,920 |
| 5     | Olga Fatkulina     | Russland            | 1:13,92 min | 36,960 |
| 6     | Zhang Hong         | Volksrepublik China | 1:13,93 min | 36,965 |
| 6     | Jing Yu            | Volksrepublik China | 1:13,93 min | 36,965 |
| 8     | Thijsje Oenema     | Niederlande         | 1:14,22 min | 37,110 |
|       |                    |                     |             |        |
| 20    | Jenny Wolf         | Deutschland         | 1:16,68 min | 38,340 |
| 23    | Jennifer Plate     | Deutschland         | 1:17,15 min | 38,575 |

#### 2. Lauf 500 Meter
| Platz | Name               | Land                | Zeit    | Punkte |
| ----- | ------------------ | ------------------- | ------- | ------ |
| 1     | Lee Sang-hwa       | Südkorea            | 36,99 s | 36,990 |
| 2     | Thijsje Oenema     | Niederlande         | 37,06 s | 37,060 |
| 3     | Wang Beixing       | Volksrepublik China | 37,23 s | 37,230 |
| 4     | Heather Richardson | Vereinigte Staaten  | 37,24 s | 37,240 |
| 5     | Jing Yu            | Volksrepublik China | 37,28 s | 37,280 |
| 5     | Jenny Wolf         | Deutschland         | 37,28 s | 37,280 |
| 7     | Miyako Sumiyoshi   | Japan               | 37,49 s | 37,490 |
| 8     | Nao Kodaira        | Japan               | 37,54 s | 37,540 |
|       |                    |                     |         |        |
| 22    | Jennifer Plate     | Deutschland         | 38,34 s | 38,340 |

#### 2. Lauf 1.000 Meter
| Platz | Name               | Land                | Zeit        | Punkte |
| ----- | ------------------ | ------------------- | ----------- | ------ |
| 1     | Heather Richardson | Vereinigte Staaten  | 1:13,19 min | 36,595 |
| 2     | Christine Nesbitt  | Kanada              | 1:13,28 min | 36,640 |
| 3     | Zhang Hong         | Volksrepublik China | 1:13,64 min | 36,820 |
| 4     | Jing Yu            | Volksrepublik China | 1:13,65 min | 36,825 |
| 5     | Brittany Bowe      | Vereinigte Staaten  | 1:13,83 min | 36,915 |
| 6     | Marrit Leenstra    | Niederlande         | 1:13,88 min | 36,940 |
| 7     | Margot Boer        | Niederlande         | 1:14,17 min | 37,085 |
| 8     | Lee Shang-hwa      | Südkorea            | 1:14,19 min | 37,095 |
|       |                    |                     |             |        |
| 21    | Jennifer Plate     | Deutschland         | 1:17,72 min | 38,860 |
| 23    | Jenny Wolf         | Deutschland         | 2:06,93 min | 63,465 |

### Männer

#### Endstand
- Zeigt die zwölf erfolgreichsten Sportler der Sprint-WM.

| Rang | Name              | 1. Lauf 500 Meter | Punkte | 1. Lauf 1.000 Meter | Punkte | 2. Lauf 500 Meter | Punkte | 2. Lauf 1.000 Meter | Punkte | Gesamt- punkte |
| ---- | ----------------- | ----------------- | ------ | ------------------- | ------ | ----------------- | ------ | ------------------- | ------ | -------------- |
| 1    | Michel Mulder     | 34,47 (5)         | 34,470 | 1:07,49 (3)         | 33,745 | 34,75 (16)        | 34,750 | 1:07,65 (2)         | 33,825 | 136,790 (WR)   |
| 2    | Pekka Koskela     | 34,44 (4)         | 34,440 | 1:07,92 (7)         | 33,960 | 34,63 (9)         | 34,630 | 1:07,97 (6)         | 33,985 | 137,015        |
| 3    | Hein Otterspeer   | 34,79 (17)        | 34,790 | 1:07,46 (1)         | 33,730 | 34,81 (18)        | 34,810 | 1:07,43 (1)         | 33,715 | 137,045        |
| 4    | Jamie Gregg       | 34,43 (2)         | 34,430 | 1:08,41 (13)        | 34,205 | 34,50 (2)         | 34,500 | 1:07,85 (4)         | 33,925 | 137,060        |
| 5    | Mo Tae-bum        | 34,60 (8)         | 34,600 | 1:08,27 (11)        | 34,185 | 34,72 (13)        | 34,720 | 1:07,91 (5)         | 33,905 | 137,410        |
| 6    | Lee Kyu-hyeok     | 34,70 (13)        | 34,700 | 1:07,87 (6)         | 33,935 | 34,73 (14)        | 34,730 | 1:08,23 (11)        | 34,215 | 137,480        |
| 7    | Mika Poutala      | 34,62 (10)        | 34,620 | 1:08,53 (16)        | 34,265 | 34,54 (4)         | 34,540 | 1:08,28 (13)        | 34,140 | 137,575        |
| 8    | Dmitri Lobkow     | 34,62 (10)        | 34,620 | 1:08,25 (10)        | 34,125 | 34,60 (6)         | 34,600 | 1:08,55 (14)        | 34,275 | 137,620        |
| 9    | Alexei Jessin     | 35,10 (23)        | 35,100 | 1:08,12 (8)         | 34,060 | 34,75 (16)        | 34,750 | 1:08,02 (7)         | 34,010 | 137,920        |
| 10   | Nico Ihle         | 34,87 (19)        | 34,870 | 1:08,63 (17)        | 34,315 | 34,64 (11) (DR)   | 34,640 | 1:08,24 (12)        | 34,120 | 137,945 (DR)   |
| 11   | Samuel Schwarz    | 35,19 (24)        | 35,190 | 1:07,86 (5)         | 33,930 | 34,93 (20)        | 34,930 | 1:08,13 (8)         | 34,065 | 138,115        |
| 12   | Mitchell Whitmore | 34,76 (15)        | 34,760 | 1:08,45 (15)        | 34,275 | 34,63 (9)         | 34,630 | 1:09,04 (18)        | 34,520 | 138,135        |
|      |                   |                   |        |                     |        |                   |        |                     |        |                |
| 35   | Bram Smallenbroek | 37,04 (34)        | 37,040 | 1:11,22 (32)        | 35,610 | DNS               | DNS    | DNS                 | DNS    |                |

Im Falle von Punktgleichheit entscheidet die Zeit der letzten Strecke über die Platzierung.

#### 1. Lauf 500 Meter
| Platz | Name                | Land        | Zeit         | Punkte |
| ----- | ------------------- | ----------- | ------------ | ------ |
| 1     | Jōji Katō           | Japan       | 34,21 s (CR) | 34,210 |
| 2     | Jamie Gregg         | Kanada      | 34,43 s      | 34,430 |
| 2     | Ryōhei Haga         | Japan       | 34,43 s      | 34,430 |
| 4     | Pekka Koskela       | Finnland    | 34,44 s      | 34,440 |
| 5     | Michel Mulder       | Niederlande | 34,47 s      | 34,470 |
| 6     | Gilmore Junio       | Kanada      | 34,58 s      | 34,580 |
| 7     | Keiichirō Nagashima | Japan       | 34,59 s      | 34,590 |
| 8     | Denis Kowal         | Russland    | 34,60 s      | 34,600 |
|       |                     |             |              |        |
| 19    | Nico Ihle           | Deutschland | 34,87 s      | 34,870 |
| 24    | Samuel Schwarz      | Deutschland | 35,19 s      | 35,190 |
| 34    | Bram Smallenbroek   | Österreich  | 37,04 s      | 37,040 |

#### 1. Lauf 1.000 Meter
| Platz | Name              | Land        | Zeit        | Punkte |
| ----- | ----------------- | ----------- | ----------- | ------ |
| 1     | Hein Otterspeer   | Niederlande | 1:07,46 min | 33,730 |
| 2     | Haralds Silovs    | Lettland    | 1:07,47 min | 33,735 |
| 3     | Michel Mulder     | Niederlande | 1:07,49 min | 33,745 |
| 4     | Stefan Groothuis  | Niederlande | 1:07,80 min | 33,900 |
| 5     | Samuel Schwarz    | Deutschland | 1:07,86 min | 33,930 |
| 6     | Lee Kyu-hyeok     | Südkorea    | 1:07,87 min | 33,935 |
| 7     | Pekka Koskela     | Finnland    | 1:07,92 min | 33,960 |
| 8     | Alexei Jessin     | Russland    | 1:08,12 min | 34,060 |
|       |                   |             |             |        |
| 17    | Nico Ihle         | Deutschland | 1:08,63 min | 34,315 |
| 32    | Bram Smallenbroek | Österreich  | 1:11,22 min | 35,610 |

#### 2. Lauf 500 Meter
| Platz | Name           | Land        | Zeit         | Punkte |
| ----- | -------------- | ----------- | ------------ | ------ |
| 1     | Jōji Katō      | Japan       | 34,29 s      | 34,290 |
| 2     | Jamie Gregg    | Kanada      | 34,50 s      | 34,500 |
| 3     | Gilmore Junio  | Kanada      | 34,53 s      | 34,530 |
| 4     | Mika Poutala   | Finnland    | 34,54 s      | 34,540 |
| 5     | Denis Kowal    | Russland    | 34,56 s      | 34,560 |
| 6     | Dmitri Lobkow  | Russland    | 34,60 s      | 34,600 |
| 7     | Artur Waś      | Polen       | 34,61 s      | 34,610 |
| 8     | Ryōhei Haga    | Japan       | 34,62 s      | 34,620 |
|       |                |             |              |        |
| 11    | Nico Ihle      | Deutschland | 34,64 s (DR) | 34,640 |
| 20    | Samuel Schwarz | Deutschland | 34,93 s      | 34,930 |

#### 2. Lauf 1.000 Meter
| Platz | Name            | Land        | Zeit        | Punkte |
| ----- | --------------- | ----------- | ----------- | ------ |
| 1     | Hein Otterspeer | Niederlande | 1:07,43 min | 33,715 |
| 2     | Michel Mulder   | Niederlande | 1:07,65 min | 33,825 |
| 3     | Haralds Silovs  | Lettland    | 1:07,72 min | 33,860 |
| 4     | Jamie Gregg     | Kanada      | 1:07,85 min | 33,925 |
| 5     | Mo Tae-bum      | Südkorea    | 1:07,91 min | 33,905 |
| 6     | Pekka Koskela   | Finnland    | 1:07,97 min | 33,985 |
| 7     | Alexei Jessin   | Russland    | 1:08,02 min | 34,010 |
| 8     | Samuel Schwarz  | Deutschland | 1:08,13 min | 34,065 |
|       |                 |             |             |        |
| 12    | Nico Ihle       | Deutschland | 1:08,24 min | 34,120 |